# Orzjovka
Orzjovka (ryska: Оржовка) är ett vattendrag i Belarus.   Det ligger i voblasten Vitsebsks voblast, i den norra delen av landet, 130 km norr om huvudstaden Minsk.
Omgivningarna runt Orzjovka är en mosaik av jordbruksmark och naturlig växtlighet. Runt Orzjovka är det glesbefolkat, med 19 invånare per kvadratkilometer.